# Burlesque
Pour les articles homonymes, voir Burlesque (homonymie).
Ne doit pas être confondu avec New burlesque.
 (septembre 2013).
Si vous disposez d'ouvrages ou d'articles de référence ou si vous connaissez des sites web de qualité traitant du thème abordé ici, merci de compléter l'article en donnant les références utiles à sa vérifiabilité et en les liant à la section « Notes et références ».
Le burlesque (de l'italien burlesco, venant de burla, « farce, plaisanterie ») est un registre littéraire en vogue au XVIIe siècle. Le burlesque est caractérisé par l'emploi de termes comiques, familiers voire vulgaires pour évoquer des choses nobles et sérieuses (l'héroï-comique étant le décalage inverse, qui consiste à traiter un sujet vulgaire en style noble). Le sens du mot a évolué au cours des époques et selon les arts concernés. « Burlesque » se dit aujourd'hui couramment pour désigner un comique exagéré, extravagant qui repose généralement sur un décalage entre la tonalité et le sujet traité dans un texte.
Le burlesque est un comique physique, violent, qui emploie notamment le coup, la chute, la tache, la glissade, la collision (principe du slapstick). Il est beaucoup utilisé par Charlie Chaplin, Laurel et Hardy, Buster Keaton, Jeremy Jacquet et les acteurs du cinéma muet. Louis de Funès l'utilise beaucoup ensuite. En bande dessinée, Hergé emploie ce procédé dans Les Aventures de Tintin avec certains personnages comme le Capitaine Haddock. Le burlesque, c'est la perte de dignité du personnage, son ridicule quand il chute, se cogne dans un poteau, ou reçoit un pot de peinture sur la tête. Et le public se rit de sa malchance.
Ce courant est différent du burlesque américain et du new burlesque, notion purement héritée des États-Unis d'Amérique.
La tradition burlesque a permis de retourner, tout au long des XIXe et XXe siècles, la tradition sublime de la littérature et de la culture en opposant au silence absolu un silence relatif, basé sur les petits événements très humains qui arrivent au corps.

## Littérature
Sémantiquement parlant, le burlesque littéraire est difficilement définissable puisqu'on le décrit tantôt comme un registre, tantôt comme un genre, tantôt comme un style ou une tonalité. Cependant, l'approche pragmatique a le mérite de limiter et de clarifier cette notion. En effet, si l'on se concentre sur l'intention de l'auteur et sur la réception du texte par le lecteur / spectateur, sera considéré comme burlesque tout écrit qui, par différents moyens, cherche à provoquer le rire en tournant en dérision le sujet qu'il aborde.
Cela explique pourquoi le burlesque est habituellement associé au domaine du théâtre. En France, c'est l’œuvre de Molière qui en donne le meilleur exemple. Se moquant tour à tour des aristocrates, des bourgeois et des paysans, le dramaturge s'est évertué à montrer combien les hommes étaient ridicules quand ils étaient sérieux. Ainsi son œuvre produit-elle un décalage ironique permanent avec le lyrisme, le pathétique ou le tragique des situations mises en scène.
À titre d'exemple, on peut citer les nombreuses tirades d'Arnolphe (L'École des femmes, 1662, de Molière). Ce personnage emploie le vocabulaire de l'amour (« amoureuse ardeur ») avec une aspiration à la noblesse des sentiments, et en même temps il se rend ridicule par la trivialité de ses préoccupations (la femme n'est qu'un objet, puisqu'il la considère comme étant avec lui déjà « mariée à demi »). Le public assiste à la révélation des deux facettes du personnage, suggérant le ridicule, le burlesque. Le premier auteur à avoir utilisé le burlesque dans ses œuvres était Rabelais avec Gargantua.

### Origines littéraires

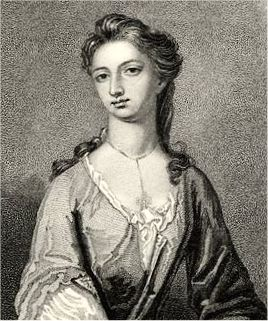
Arabella Fermor, cible du Viol de la serrure

Le mot apparaît pour la première fois dans le titre des Opere burlesche de Francesco Berni, des œuvres du début du XVIe siècle d'abord diffusées par le biais de manuscrits avant d'être imprimées. Pendant un temps, les vers burlesques sont connus sous le nom de poesie bernesca en son honneur. Le terme littéraire « burlesque » se répand en Italie et en France au XVIIe siècle, puis en Angleterre, où il désigne une imitation grotesque du digne ou du pathétique. La scène de Pyrame et Thisbé dans Le Songe d'une nuit d'été de Shakespeare et la moquerie générale du romantisme dans Le Chevalier au pilon ardent de Beaumont et Fletcher sont des exemples précoces d'une telle imitation.
Au XVIIe siècle en Espagne, le dramaturge et poète Miguel de Cervantès ridiculise le romantisme médiéval dans ses nombreuses œuvres satiriques. Parmi ses œuvres figurent les Romans exemplaires, les Huit comédies et les Huit nouveaux interludes, publiés en 1615. Le terme « burlesque » est rétrospectivement appliqué aux œuvres de Chaucer et de Shakespeare, ainsi qu'aux classiques gréco-romains.
Dès le départ, le burlesque est volontairement ridicule. Il s'agit d'imiter plusieurs styles et de combiner ces imitations de certains auteurs et artistes avec des descriptions absurdes. C'est en ce sens que le terme peut être utilisé comme synonyme « pastiche », « parodie » et désigné comme le genre du « moque-héroïque » des XVIIe et XVIIIe siècles. Le burlesque dépend de la connaissance du sujet par le lecteur (ou l'auditeur) pour produire l'effet escompté, et un haut niveau d'alphabétisation est tenu pour acquis.
Le burlesque des XVIIe et XVIIIe siècles se divise en deux types : le burlesque de haut niveau, une imitation burlesque où un style littéraire et un registre soutenu sont employés pour évoquer un sujet banal ou inapproprié, comme par exemple la parodie littéraire et le faux-héroïque . L'un des exemples les plus fréquemment cités de burlesque de haut niveau est « Le Viol de la mèche » d' Alexander Pope, « sournois, rusé et courtois ». Le burlesque de bas niveau consiste à utiliser un style irrévérencieux et moqueur pour évoquer un sujet sérieux ; un exemple en est le poème Hudibras de Samuel Butler, qui décrit les mésaventures d'un chevalier puritain en vers de mirliton satiriques, utilisant un idiome familier. L'ajout par Butler d'un sous-texte éthique à son poème comique transforme ses caricatures en satire .
Plus récemment, le burlesque, fidèle à ses origines littéraires, est encore utilisé dans des revues et des comédies . La pièce Travesties de Tom Stoppard, parue en 1974, est un exemple de pièce de théâtre s'inspirant de la tradition burlesque.

## Cinéma
Pour plus de détails, voir le corps de l'article.
Le burlesque est un genre cinématographique adapté du vaudeville et typique de l’ère muette (Charlot, Roscoe « Fatty » Arbuckle, Harold Lloyd, Buster Keaton) des années 1910 à 1930, mais n'y étant pas cantonné : certains films de Jacques Tati, Pierre Richard, Michael Hui ou de Jackie Chan peuvent tout à fait être décrits comme essentiellement burlesques.
Le terme est largement employé par la critique cinématographique, à partir de la seconde moitié du XXe siècle, pour pallier le manque de traduction du terme anglophone slapstick qui caractérise plus précisément la forme même du comique des clowns français.
Un exemple de scène burlesque très connu est la première scène du Corniaud avec Bourvil et Louis de Funès : la 2 CV de Bourvil percutée par la grosse voiture de De Funès s'ouvre en deux et tombe en morceaux sur la chaussée.

### Le style et le ton
Le burlesque fait rire grâce à un comique de l’absurde et de l’irrationnel. Des événements extraordinaires ne cessent de faire irruption sans raison, dans le quotidien. La cohérence n’a jamais le temps de s’installer.
Le burlesque s’appelle aussi « slapstick », littéralement « coup de bâton ». Dénué de logique psychologique, le gag repose sur un comique physique et violent. Il montre des chutes, des bagarres, des poursuites, des chocs… Les corps, comme les objets, sont brutalisés. Le ton général est celui de la provocation et de la caricature, « Keystone Kops » désignant la caricature de policiers qui poursuivent le héros.

### Le traitement
Le burlesque échappe aux règles de la narration classique. Il consiste en une suite de gags qui jouissent chacun d’une parfaite autonomie et qui ne s’inscrivent pas dans une stratégie narrative globale. Surtout dans les courts métrages, l’histoire constitue un prétexte pour la liaison entre les gags.
L'un des fondements du comique burlesque réside dans le rythme. Celui-ci résulte du timing dans le jeu de l’acteur (le bon geste au bon moment) et du montage. Les courts métrages sont souvent frénétiques. Les longs métrages, au contraire, installent nécessairement des temps de pause. Ils font alterner accélérations et moment de répit. Le rythme y est plus mesuré.
L’usage abondant de plans larges met en valeur le décor, les objets et les personnages, que l'on voit livrés à eux-mêmes et entrer en conflit. Selon André Bazin les premiers burlesques, qui ont connu le succès « avant Griffith et le montage » sont basés sur un « comique de l'espace, de la relation de l'homme aux objets et au monde extérieur » où, en plan large, les divers éléments du gag se trouvent en présence les uns des autres. Il donne pour exemple le film Le Cirque où Charlie Chaplin se trouve effectivement, dans une scène, réellement enfermé dans une cage en compagnie d'un lion « et tous les deux sont enfermés ensemble dans le cadre de l'écran ».

### La fabrication
Il existe un véritable répertoire de gags dans lequel réalisateurs et acteurs puisent toutes sortes d’idées comiques. Il arrive fréquemment qu’un gag passe d’un film à un autre.
Le film burlesque repose, pour une large part, sur la personnalité de l’acteur qui impose un style, un profil de personnage et constitue la vedette. Lorsqu’il n’est pas lui-même le metteur en scène, l’acteur participe à l’élaboration du scénario et à la conception de la mise en scène. Le « slapstick » est souvent une œuvre collective.
Le burlesque trouve son origine dans la tradition théâtrale de la commedia dell'arte et du music-hall, tradition à laquelle il emprunte la pratique de l’improvisation apportant une fraîcheur, une spontanéité et une énergie particulière.
Les longs métrages, plus construits et pensés, accordent moins de place à l’improvisation et privilégient le réglage et la précision.

## Bande dessinée
Hergé avec les albums de Tintin a recours au burlesque. Le Capitaine Haddock en fait souvent les frais, les Dupondt également. On ne compte plus les chutes dans les escaliers, les portes reçues dans le nez, les valises vidées de leur contenu. Il y a aussi les chocs dans les poteaux, les voitures qui éclaboussent en roulant dans une flaque d'eau. Hergé utilise abondamment les animaux pour ses gags (Milou, chats, perroquets, lamas, singes) ainsi que les accessoires, comme au théâtre (chapeaux, parapluies, cannes, téléphones, sparadraps, bouteilles, pipes, savons, portefeuilles, coussins).

### Quelques artistes du burlesque
- André Deed (1879-1940), un des précurseurs du genre (« burlesque français » des années 1910)
- Mack Sennett (1880-1960), Québécois fondateur de la Keystone.
- Max Linder (1883-1925) acteur et réalisateur français.
- Harry Langdon (1884-1944)
- Roscoe « Fatty » Arbuckle (1887-1933)
- Charley Bowers (1889-1946) réalisateur et acteur
- Charles Chaplin (1889-1977)
- Buster Keaton (1895-1966)
- Stan Laurel (1890-1965) et Oliver Hardy (1892-1957)
- Harold Lloyd (1893-1971)
- Preston Sturges (1898-1959)
- Gypsy Rose Lee (1911-1970), la première « ecdysiaste »
- Ann Corio, (1909-1999) artiste stripteaseuse burlesque
- Jacques Tati (1907-1982)
- Frank Tashlin (1913-1972)
- Louis de Funès (1914-1983)
- Blake Edwards (1922-2010)
- Mel Brooks (1926-)
- Jerry Lewis (1926-2017)
- Pierre Étaix (1928-2016) acteur et réalisateur français
- Pierre Richard (1934-)
- Michael Hui (1942-) acteur et réalisateur chinois de Hong-Kong
- Rowan Atkinson (1955-) comédien et humoriste, créateur et interprète du personnage Mr. Bean
- Jim Carrey (1962-)
- Les Marx Brothers
- Le duo Abel et Gordon et Bruno Romy

### Quelques grands noms du burlesque au Québec
- Olivier Guimond, père dit Ti-zoune (1893-1954)
- Olivier Guimond, fils (1914-1971)
- Paul Berval de son vrai nom Pierre-Paul Bédard (1924-2004)
- Claude Blanchard (1932-2006)
- Gilles Latulippe (1937-2014)
- Rose Ouellette dite La Poune (1903-1996)